# いちごはうす
いちごはうすは日本のクリエイター集団。スーパー戦隊シリーズの『光戦隊マスクマン』や『超獣戦隊ライブマン』にて荻原直樹とともにキャラクターデザインを担当した。

## 概要
『マスクマン』企画立ち上げの際オファーを受けた森野が、親交のあった秋、新貝田に共働を持ちかけたことにより結成されたもので、当時はエンディングのクレジットのスペースの都合上、荻原も含めた4人全員の名前を入れることが出来なかったため、便宜上「いちごはうす」の名前が使われたという。そのためこの名義での活動は前述の2作品のみである。
クリエイター集団という体裁を取ってはいるものの、メンバーそれぞれに仕事を抱え多忙だったこともあってか全員参加での打ち合わせは極初期のみに留まり、以降はメンバー各人に割り振られた担当回において個別に打ち合わせを行ったり、あらかじめストックとして何枚もデザインを提出しその中から東映・企画者104の方でエピソードに応じて選ぶ手法がとられるなど、個別での作業がほとんどとなった。同様の理由から、あるメンバーが手掛けたデザインの着色や仕上げを別のメンバーが代わりに行うというパターンも何度かあったという。

## メンバー
過去には末弥純もメンバーとして名を連ねていたとされていたが、後年刊行された書籍においてメンバーは以下の3人のみであると明記されている。また秋恭摩も末弥の参加について「ちょっと記憶にない」「どこから出て来た話なんだろう」と言及している。
森野うさぎ（もりの うさぎ）
漫画家、イラストレーター。別名に影夢・優など。キャラクターデザイナーとしては『おやゆび姫物語』などが代表作として挙げられる。東映特撮では前出の作品以外に「宇宙刑事シリーズ」などに携わっていたという経歴を持っており、この時出来た伝手が『マスクマン』参加へ繋がったとされる。なお、森野が手掛けたデザインの中には本人のものと合わせて「GZZY」とサインが付記されたものもいくつか存在するが、新貝田によればこれは当時の森野の事務所もしくはサークルの名前とのことであり、森野単独のものと他の人物が作業に関わったものとでサインを使い分けていたのではないかと考えられている。
秋恭摩（あき きょうま）
漫画家。代表作としては『魔神伝』などが挙げられる。
新貝田鉄也郎（しんかいだ てつやろう）
漫画家、イラストレーター。別名にとろろいも一号など。高校在学中に知人の紹介で漫画家としてデビューし、ほどなくして森野らの誘いでいちごはうすへ参加。キャラクターデザイナーとしては『ウィークネスヒーロー トラウマン』などが代表作として挙げられる。